# Granada antitanque n.º 75

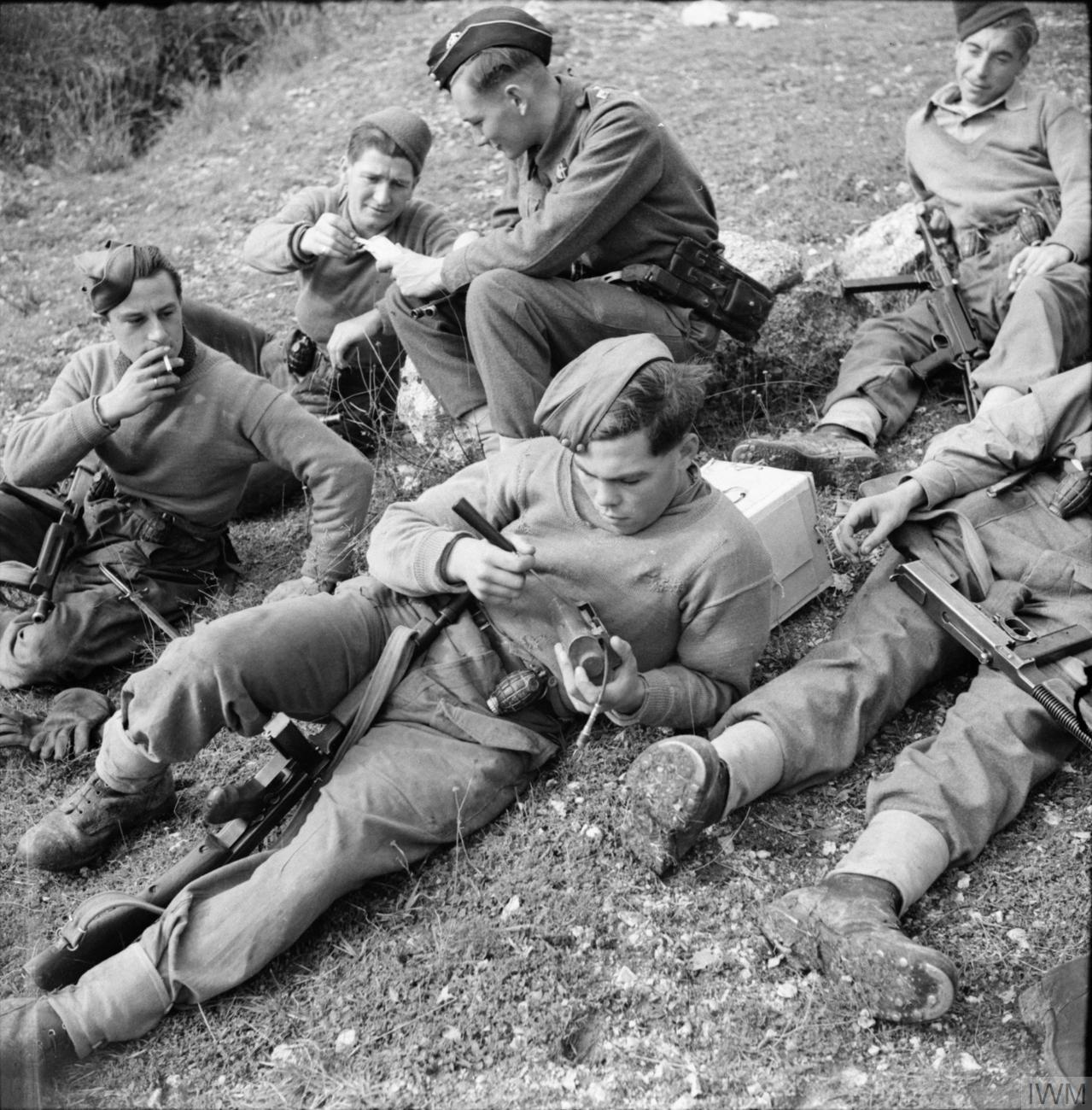
Soldados del Regimiento de Surrey Oriental descansando después de una patrulla tras las líneas enemigas en Italia, 16 de diciembre de 1943. El soldado al centro sostiene una granada n.º 75.

La n.º 75, conocida también como granada Hawkins, era una granada antitanque británica empleada durante la Segunda Guerra Mundial. Fue una de las varias granadas antitanque desarrolladas para el Ejército Británico y la Home Guard después de la evacuación de Dunkerque. Entró en servicio en 1942 y fue diseñada para ser más versátil que las anteriores granadas antitanque n.º 73 y n.º 74.
De forma rectangular, con una longitud de 150 mm y un ancho de 75 mm, contenía una carga explosiva de aproximadamente 450 g. Cuando un vehículo pasaba sobre la granada, rompía la ampolleta de la espoleta química y el ácido se infiltraba en un producto químico sensible que detonaba el explosivo. Se empleaban con frecuencia varias granadas para destruir tanques o dañarles sus orugas, además de poder usar la granada como una carga de demolición. Fue empleada por el Ejército británico hasta 1955 y por el Ejército de los Estados Unidos, que creó su propia variante, la mina M7. 

## Desarrollo
Con el final de la Batalla de Francia y la evacuación de la Fuerza Expedicionaria Británica (FEB) desde el puerto de Dunkerque entre el 26 de mayo y el 4 de junio de 1940, una invasión alemana de Gran Bretaña parecía probable. El Ejército británico no estaba adecuadamente equipado para defender el país ante semejante situación; en las semanas posteriores a la evacuación de Dunkerque solamente podía desplegar veintisiete divisiones. El Ejército padecía una grave escasez de cañones antitanque, porque 840 habían sido abandonados en Francia y solo 167 estaban disponibles en Gran Bretaña; la munición para los cañones restantes era tan escasa, que los reglamentos prohibieron su empleo para entrenamiento.
Debido a estas desventajas, se desarrollaron nuevas armas antitanque para equipar al Ejército británico y la Home Guard con los medios para repeler los tanques alemanes. Muchas de estas armas eran granadas antitanque, que podían ser producidas en grandes cantidades en poco tiempo y a bajo costo. Estas incluían la granada antitanque n.º 73, que era poco más que una botella del tamaño de un termo llena de TNT, y la granada antitanque n.º 74,  conocida también como "bomba pegajosa", cuya carcasa estaba cubierta con un adhesivo fuerte y se adhería al vehículo. En 1942 entró en servicio una granada antitanque más versátil, la n.º 75, usualmente conocida como "granada Hawkins", que fue diseñada para ser empleada en diversos papeles.

## Diseño
La n.º 75 tenía una forma rectangular, con una longitud de 150 mm y un ancho de 75 mm, pesando 1,02 kg. Su carga explosiva eran 450 g de explosivo de alto poder, que podía ser Amonal o TNT. Encima de la granada se encontraba una plancha, debajo de la cual el usuario insertaría la ampolleta de ácido que sería la espoleta de la granada. Cuando un vehículo pasaba sobre la granada, su peso aplastaba la plancha, que a su vez rompía la ampolleta; el ácido se infiltraba en un producto químico sensible que detonaba la carga explosiva. Fue diseñada para que pudiese ser lanzada contra un vehículo como una granada antitanque convencional, o situada en el terreno cuando era empleada como una mina antitanque. También estaba equipada con áreas donde podían instalarse detonadores o cordtex, para poder emplearla como una carga de demolición. Cuando se empleaba, se recomendaba que el soldado estuviese a corta distancia de su objetivo, en el mejor de los casos oculto en una trinchera; si el objetivo era un tanque, las mejores áreas para atacar eran los flancos y la parte posterior, donde estaba ubicado el compartimiento del motor y generalmente el blindaje era más delgado.

## Historial de combate

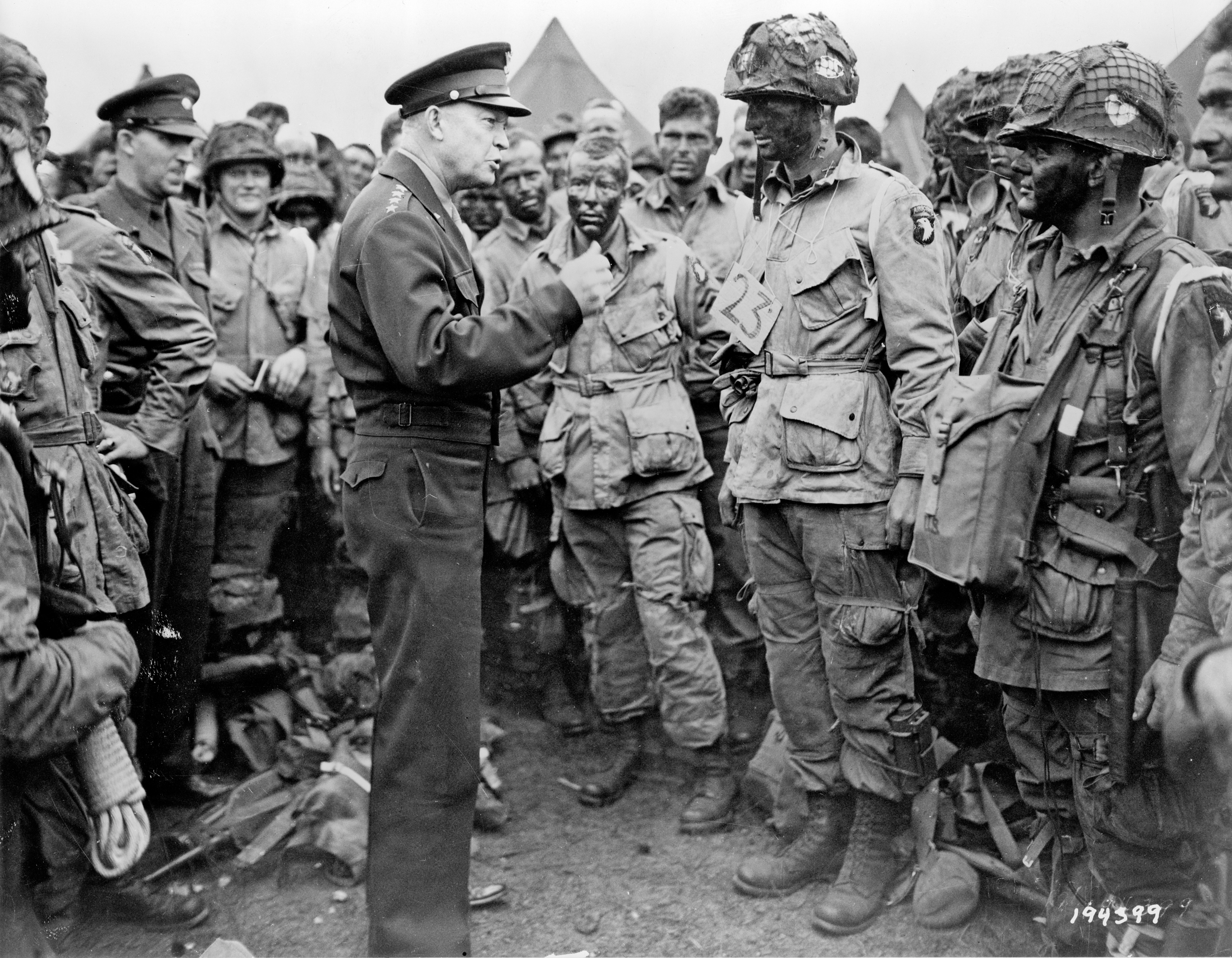
El Teniente primero Wallace C. Strobel, hablando con el general Dwight D. Eisenhower, lleva una granada n.º 75 atada a su pierna.

La granada antitanque n.º 75 entró en servicio en 1942 y fue empleada por el Ejército británico hasta 1955. El Ejército estadounidense también empleó esta granada, además de desarrollar su propia variante, la mina antitanque ligera M7. Cuando era empleada como mina antitanque, varias granadas podían atarse en hilera con intervalos de 60 cm entre ellas, para después ser situadas a través de una carretera para dañar un tanque. Era especialmente eficaz en dañar las orugas de los tanques. Cuando suficientes granadas eran agrupadas, podían destruir un tanque medio. La n.º 75 también fue empleada en otros papeles, tales como romper muros, mientras que su pequeño tamaño hacía que fuese sencilla de situar en un nudo ferroviario y al detonar, destruyese una sección del riel. Fue apodada "lata de cera Johnson" por su parecido con el recipiente del producto de limpieza. En la batalla de Ortona, los soldados canadienses emplearon granadas n.º 75 como cargas de demolición para abrirse paso de un edificio a otro.

## Usuarios
- Reino Unido[3]
- Canadá[3]
- Estados Unidos[3]